# Espalem
Espalem est une commune française située dans le département de la Haute-Loire en région Auvergne-Rhône-Alpes.

## Géographie

### Localisation
La commune d'Espalem se trouve dans le département de la Haute-Loire, en région Auvergne-Rhône-Alpes.
Elle se situe à 74 km par la route du Puy-en-Velay, préfecture du département, à 15 km de Brioude, sous-préfecture, et à 17 km de Sainte-Florine, bureau centralisateur du canton de Sainte-Florine dont dépend la commune depuis 2015 pour les élections départementales.
Les communes les plus proches sont : 
Grenier-Montgon (3,7 km), Lorlanges (4,1 km), Saint-Beauzire (4,5 km), Torsiac (5,0 km), Blesle (5,0 km), Léotoing (6,1 km), Lubilhac (6,2 km), Saint-Géron (6,2 km).
| Blesle          | Léotoing | Lorlanges      |
|                 | Espalem  |                |
| Grenier-Montgon |          | Saint-Beauzire |

### Climat
Pour des articles plus généraux, voir Climat d'Auvergne-Rhône-Alpes et Climat de la Haute-Loire.
En 2010, le climat de la commune est de type climat des marges montargnardes, selon une étude du Centre national de la recherche scientifique s'appuyant sur une série de données couvrant la période 1971-2000. En 2020, Météo-France publie une typologie des climats de la France métropolitaine dans laquelle la commune est exposée à un climat de montagne ou de marges de montagne et est dans la région climatique Nord-est du Massif central, caractérisée par une pluviométrie annuelle de 800 à 1 200 mm, bien répartie dans l'année.
Pour la période 1971-2000, la température annuelle moyenne est de 9,5 °C, avec une amplitude thermique annuelle de 16,4 °C. Le cumul annuel moyen de précipitations est de 655 mm, avec 8,2 jours de précipitations en janvier et 6,2 jours en juillet. Pour la période 1991-2020, la température moyenne annuelle observée sur la station météorologique de Météo-France la plus proche, « Massiac », sur la commune de Massiac à sept km à vol d'oiseau, est de 11,1 °C et le cumul annuel moyen de précipitations est de 633,4 mm,. Pour l'avenir, les paramètres climatiques de la commune estimés pour 2050 selon différents scénarios d'émission de gaz à effet de serre sont consultables sur un site dédié publié par[Météo-France en novembre 2022.

### Géologie et relief
D'une superficie de 1 462 hectares, la commune d'Espalem se situe au sud-est du canton de Blesle sur un plateau granitique et volcanique. Son altitude varie entre 600 et 720 mètres.

### Hameaux et lieux-dits
Espalem se compose du bourg et de six hameaux répartis dans un rayon de 2 à 3 kilomètres.

### Voies de communication
Traversée par l'autoroute A75, la commune est délimitée à l'ouest et au nord-ouest par la route Impériale, dont le tracé rectiligne évoque une ancienne voie romaine. Cette route offre un angle de vision à 360° et une vue panoramique sur les monts du Cézallier et les monts du Livradois.

## Urbanisme

### Typologie
Au 1er janvier 2024, Espalem est catégorisée commune rurale à habitat dispersé, selon la nouvelle grille communale de densité à sept niveaux définie par l'Insee en 2022.
Elle est située hors unité urbaine. Par ailleurs la commune fait partie de l'aire d'attraction de Brioude, dont elle est une commune de la couronne,. Cette aire, qui regroupe 39 communes, est catégorisée dans les aires de moins de 50 000 habitants,.

### Occupation des sols
L'occupation des sols de la commune, telle qu'elle ressort de la base de données européenne d’occupation biophysique des sols Corine Land Cover (CLC), est marquée par l'importance des territoires agricoles (82 % en 2018), une proportion sensiblement équivalente à celle de 1990 (81,9 %). La répartition détaillée en 2018 est la suivante : 
terres arables (49,4 %), prairies (32,6 %), forêts (13,9 %), milieux à végétation arbustive et/ou herbacée (2,3 %), zones humides intérieures (1,9 %). L'évolution de l’occupation des sols de la commune et de ses infrastructures peut être observée sur les différentes représentations cartographiques du territoire : la carte de Cassini (XVIIIe siècle), la carte d'état-major (1820-1866) et les cartes ou photos aériennes de l'IGN pour la période actuelle (1950 à aujourd'hui).

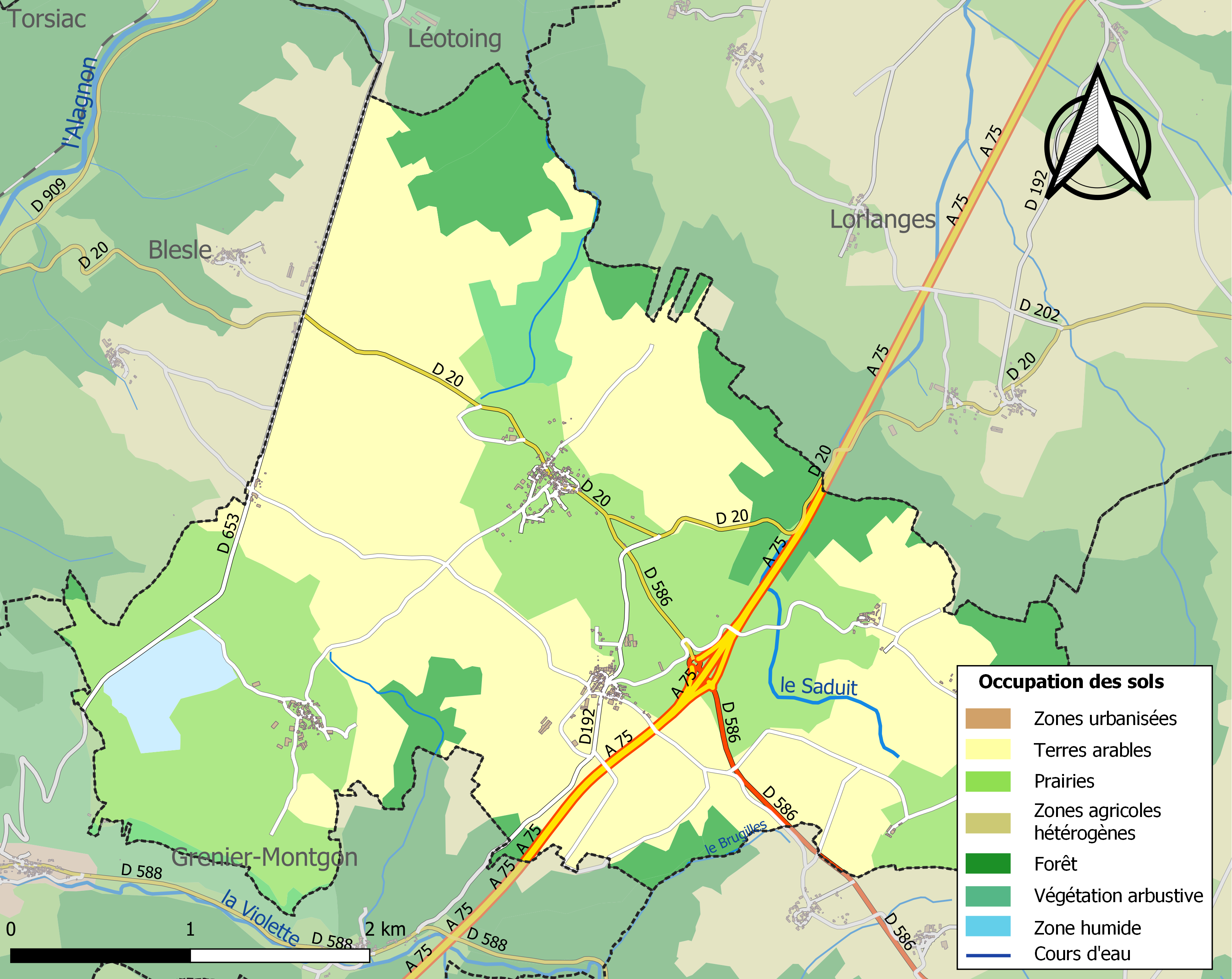
Carte des infrastructures et de l'occupation des sols de la commune en 2018 (CLC).
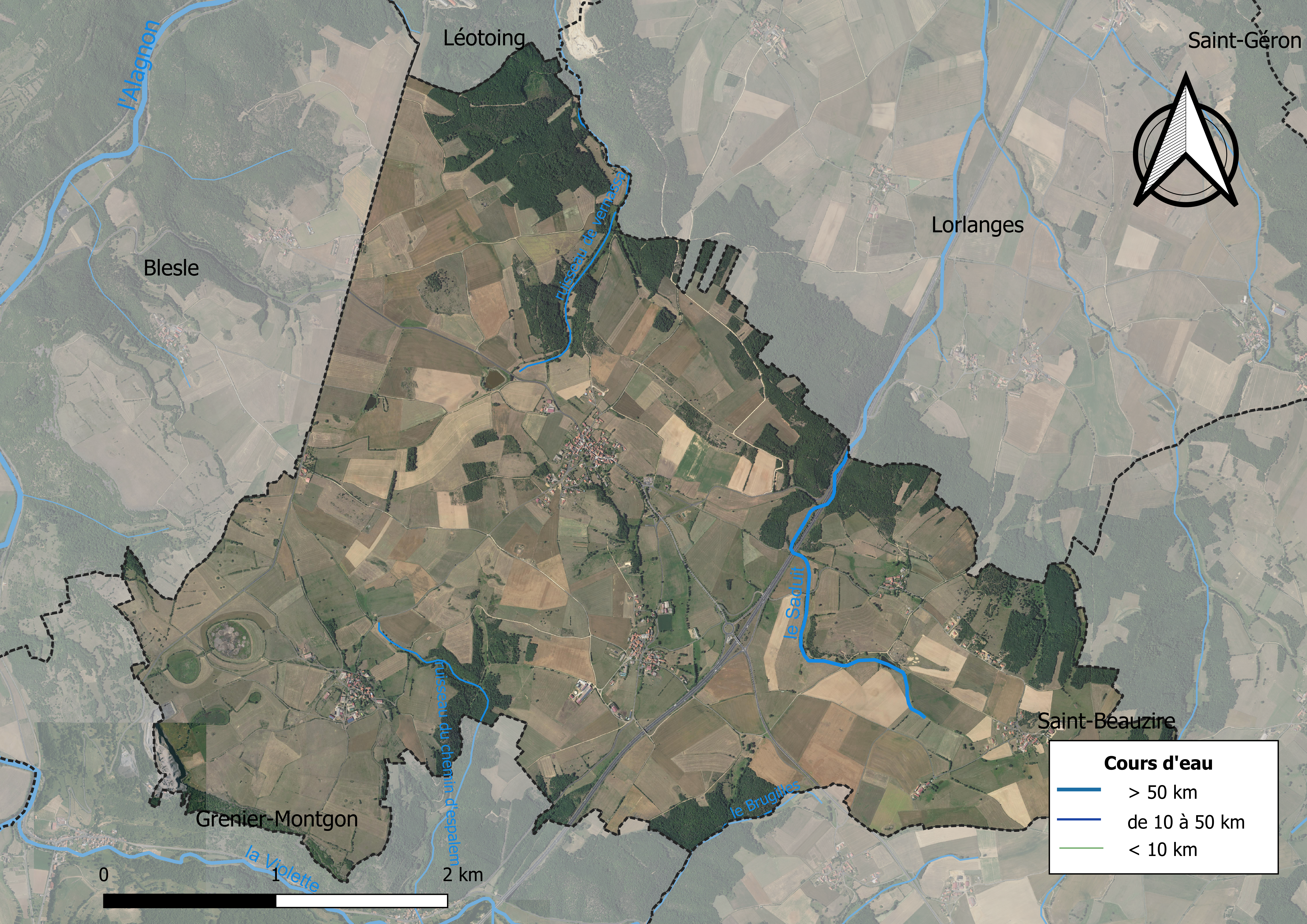
Carte orthophotographique de la commune.

### Habitat et logement
En 2018, le nombre total de logements dans la commune était de 164, alors qu'il était de 164 en 2013 et de 144 en 2008.
Parmi ces logements, 81,1 % étaient des résidences principales, 7,8 % des résidences secondaires et 11,1 % des logements vacants. Ces logements étaient pour 96,5 % d'entre eux des maisons individuelles et pour 3,5 % des appartements.
Le tableau ci-dessous présente la typologie des logements à Espalem en 2018 en comparaison avec celle de la Haute-Loire et de la France entière. Une caractéristique marquante du parc de logements est ainsi une proportion de résidences secondaires et logements occasionnels (7,8 %) inférieure à celle du département (16,1 %) mais supérieure à celle de la France entière (9,7 %). Concernant le statut d'occupation de ces logements, 74,5 % des habitants de la commune sont propriétaires de leur logement (79,7 % en 2013), contre 70 % pour la Haute-Loire et 57,5 pour la France entière.
| Typologie                                               | Espalem | Haute-Loire | France entière |
| ------------------------------------------------------- | ------- | ----------- | -------------- |
| Résidences principales (en %)                           | 81,1    | 71,5        | 82,1           |
| Résidences secondaires et logements occasionnels (en %) | 7,8     | 16,1        | 9,7            |
| Logements vacants (en %)                                | 11,1    | 12,4        | 8,2            |

## Histoire
La légende raconte que le village s'appelait "Villon-Villette". Le nom actuel aurait pour origine un mot auvergnat signifiant « épouvante », parce qu'ayant été détruit un jour la peur s'installa au village.
En réalité, au haut Moyen Âge, le village était déjà appelé "In vicaria Hieriacensi, villa Espelenco". Plus tard, elle prit diverses orthographes : Ecclésia de Espalenco, Parochia d'Espelenc, Espellent, Espallenc, Espaleing (Dictionnaire topographique de la France).
Elle apparait sur la carte de Cassini sous le nom d'Espalenc.
La vieille église du XIIe siècle laisse découvrir sous le poids de sa belle voûte romane et ses colonnes romaines, un plan original et irrégulier, dérivant de la croix latine.

## Politique et administration

### Découpage territorial
La commune d'Espalem est membre de la communauté de communes Brioude Sud Auvergne, un établissement public de coopération intercommunale (EPCI) à fiscalité propre créé le 11 décembre 2018 dont le siège est à Brioude. Ce dernier est par ailleurs membre d'autres groupements intercommunaux.
Sur le plan administratif, elle est rattachée à l'arrondissement de Brioude, au département de la Haute-Loire, en tant que circonscription administrative de l'État, et à la région Auvergne-Rhône-Alpes.
Sur le plan électoral, elle dépend du canton de Sainte-Florine pour l'élection des conseillers départementaux, depuis le redécoupage cantonal de 2014 entré en vigueur en 2015, et de la deuxième circonscription de la Haute-Loire  pour les élections législatives, depuis le redécoupage électoral de 1986.

### Liste des maires
| Période                                  | Période  | Identité        | Étiquette | Qualité |
| ---------------------------------------- | -------- | --------------- | --------- | ------- |
| Les données manquantes sont à compléter. |          |                 |           |         |
| juin 2020                                | En cours | Nathalie Avinin |           |         |

## Population et société

### Démographie

#### Évolution démographique
L'évolution du nombre d'habitants est connue à travers les recensements de la population effectués dans la commune depuis 1793. Pour les communes de moins de 10 000 habitants, une enquête de recensement portant sur toute la population est réalisée tous les cinq ans, les populations de référence des années intermédiaires étant quant à elles estimées par interpolation ou extrapolation. Pour la commune, le premier recensement exhaustif entrant dans le cadre du nouveau dispositif a été réalisé en 2005.

En 2022, la commune comptait 326 habitants, en évolution de +9,4 % par rapport à 2016 (Haute-Loire : +0,36 %, France hors Mayotte : +2,11 %).
| 1793 | 1800 | 1806 | 1821 | 1831 | 1836 | 1841 | 1846 | 1851 |
| ---- | ---- | ---- | ---- | ---- | ---- | ---- | ---- | ---- |
| 576  | 593  | 618  | 626  | 711  | 703  | 715  | 724  | 629  |

| 1856 | 1861 | 1866 | 1872 | 1876 | 1881 | 1886 | 1891 | 1896 |
| ---- | ---- | ---- | ---- | ---- | ---- | ---- | ---- | ---- |
| 505  | 501  | 475  | 506  | 466  | 510  | 504  | 506  | 412  |

| 1901 | 1906 | 1911 | 1921 | 1926 | 1931 | 1936 | 1946 | 1954 |
| ---- | ---- | ---- | ---- | ---- | ---- | ---- | ---- | ---- |
| 382  | 390  | 396  | 353  | 337  | 343  | 334  | 316  | 276  |

| 1962 | 1968 | 1975 | 1982 | 1990 | 1999 | 2005 | 2006 | 2010 |
| ---- | ---- | ---- | ---- | ---- | ---- | ---- | ---- | ---- |
| 264  | 244  | 226  | 213  | 212  | 228  | 248  | 255  | 287  |

| 2015 | 2020 | 2022 | - | - | - | - | - | - |
| ---- | ---- | ---- | - | - | - | - | - | - |
| 298  | 331  | 326  | - | - | - | - | - | - |

#### Pyramide des âges
La population de la commune est relativement jeune.
En 2018, le taux de personnes d'un âge inférieur à 30 ans s'élève à 32,9 %, soit au-dessus de la moyenne départementale (31 %). À l'inverse, le taux de personnes d'âge supérieur à 60 ans est de 21,7 % la même année, alors qu'il est de 31,1 % au niveau départemental.
En 2018, la commune comptait 158 hommes pour 155 femmes, soit un taux de 50,48 % d'hommes, légèrement supérieur au taux départemental (49,13 %).
Les pyramides des âges de la commune et du département s'établissent comme suit.
| Hommes | Classe d’âge | Femmes |
| ------ | ------------ | ------ |
| 0,6    | 90 ou +      | 0,0    |
| 2,4    | 75-89 ans    | 5,5    |
| 17,4   | 60-74 ans    | 17,7   |
| 22,8   | 45-59 ans    | 18,9   |
| 26,3   | 30-44 ans    | 22,6   |
| 14,4   | 15-29 ans    | 18,3   |
| 16,2   | 0-14 ans     | 17,1   |

| Hommes | Classe d’âge | Femmes |
| ------ | ------------ | ------ |
| 0,9    | 90 ou +      | 2,5    |
| 8,4    | 75-89 ans    | 11,7   |
| 20,4   | 60-74 ans    | 20,5   |
| 21,3   | 45-59 ans    | 20,3   |
| 16,8   | 30-44 ans    | 16,3   |
| 15,2   | 15-29 ans    | 13,2   |
| 17     | 0-14 ans     | 15,6   |

## Économie

### Revenus
En 2018, la commune compte 133 ménages fiscaux, regroupant 316 personnes. La médiane du revenu disponible par unité de consommation est de 20 370 € (20 800 € dans le département).

### Emploi
| Division       | 2008  | 2013  | 2018  |
| -------------- | ----- | ----- | ----- |
| Commune        | 7,3 % | 5,4 % | 5,8 % |
| Département    | 6,3 % | 7,7 % | 7,7 % |
| France entière | 8,3 % | 10 %  | 10 %  |

En 2018, la population âgée de 15 à 64 ans s'élève à 211 personnes, parmi lesquelles on compte 78,9 % d'actifs (73,1 % ayant un emploi et 5,8 % de chômeurs) et 21,1 % d'inactifs,. En 2018, le taux de chômage communal (au sens du recensement) des 15-64 ans est inférieur à celui de la France et département, alors qu'en 2008 il était supérieur à celui du département et inférieur à celui de la France.
La commune fait partie de la couronne de l'aire d'attraction de Brioude, du fait qu'au moins 15 % des actifs travaillent dans le pôle,. Elle compte 45 emplois en 2018, contre 50 en 2013 et 45 en 2008. Le nombre d'actifs ayant un emploi résidant dans la commune est de 154, soit un indicateur de concentration d'emploi de 29,2 % et un taux d'activité parmi les 15 ans ou plus de 63,8 %.
Sur ces 154 actifs de 15 ans ou plus ayant un emploi, 34 travaillent dans la commune, soit 22 % des habitants. Pour se rendre au travail, 89,6 % des habitants utilisent un véhicule personnel ou de fonction à quatre roues, 4,3 % s'y rendent en deux-roues, à vélo ou à pied et 6,1 % n'ont pas besoin de transport (travail au domicile).
La population de la commune se compose principalement d'agriculteurs mais aussi de commerçants, d'artisans, de salariés et de retraités.

## Culture locale et patrimoine

### Lieux et monuments
- Église Saint-Mathieu, inscrite au titre des monuments historiques par arrêté du 30 avril 1986[23].

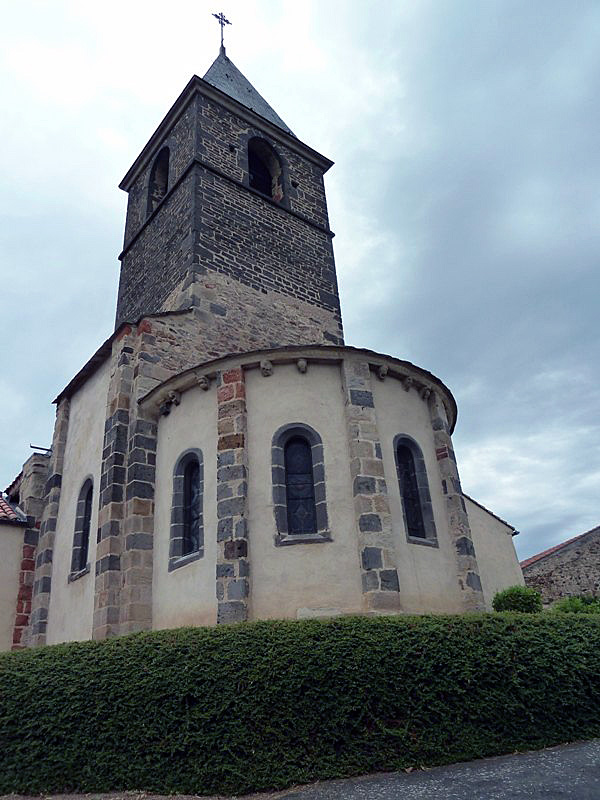
Église Saint-Mathieu.